# دی کلرو تریس (تری فنیل فسفین) روتنیوم(II)
دی کلرو تریس(تری فنیل فسفین)روتنیوم(II) (به انگلیسی: Dichlorotris(triphenylphosphine)ruthenium(II)) با فرمول شیمیایی C54H45Cl2P3Ru یک ترکیب شیمیایی با شناسه پاب‌کم 139624 است. که جرم مولی آن ۹۵۸٫۸۳ گرم بر مول می‌باشد. شکل ظاهری این ترکیب، بلورهای سیاه است.